# Calydna maculosa
Calydna maculosa är en fjärilsart som beskrevs av Bates 1868. Calydna maculosa ingår i släktet Calydna och familjen Riodinidae. Inga underarter finns listade i Catalogue of Life.